# Kimiella simplex
Kimiella simplex är en tvåvingeart som beskrevs av Papp och Kim 1996. Kimiella simplex ingår i släktet Kimiella och familjen lövflugor. Inga underarter finns listade i Catalogue of Life.